# Voorburg

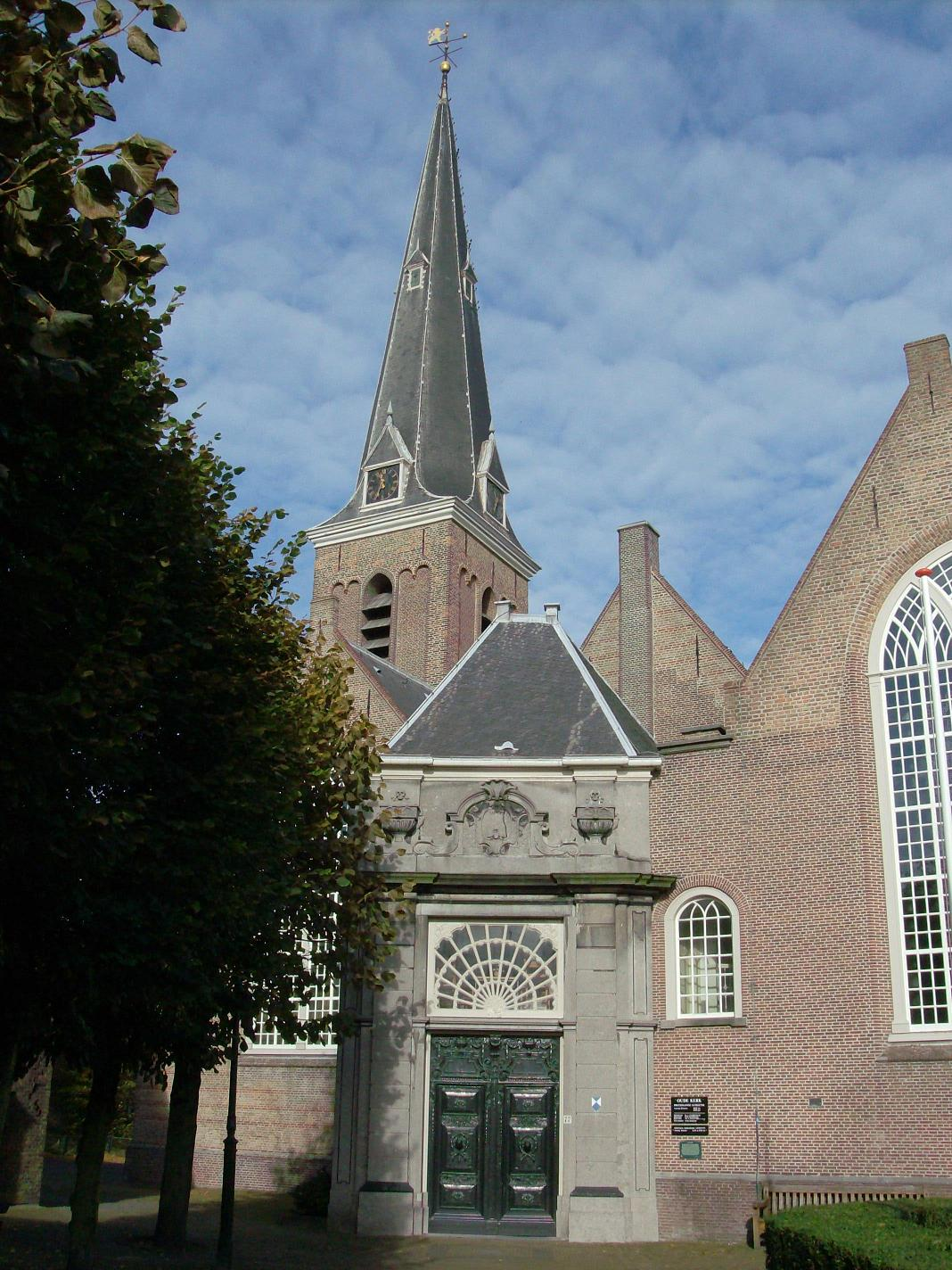
Kościół w Voorburgu

Voorburg – holenderskie miasteczko i dawna gmina w zachodniej części prowincji Holandia Południowa, w gminie Leidschendam-Voorburg. Posiada około 39 000 mieszkańców. Voorburg jest najstarszą miejscowością w Holandii – w 1988 świętował 2000 lat istnienia. Do 2002 był osobną gminą.

## Transport
W Voorburgu znajduje się stacja kolejowa. Dawniej były trzy, jednakże Voorburg 't Loo i Leidschendam-Voorburg stały się częścią RandstadRail.

## Sport
W Voorburgu znajduje się stadion do krykieta – Sportpark Westvliet, na którym gra klub VCC (Voorburg Cricket Club). Stadion ten otrzymał status ODI, który pozwala organizować tzw. jednodniowe mecze międzynarodowe. Rozegrano na nim mecz Bangladesz - Szkocja w formule Twenty20 International (do 20 overów).

## Znani ludzie
- Marcellus Emants (1848–1923) – holenderski pisarz
- Eljero Elia (ur. 1987) – holenderski piłkarz
- Karen Mulder (ur. 1970) – holenderska modelka
- Gerben Karstens (ur. 1942) – holenderski kolarz szosowy